# 戴安·弗西
戴安·弗西（英語：Dian Fossey，1932年1月16日—1985年12月27日），美國女性靈長類動物學家暨自然保育家，曾在盧旺達火山國家公園丛林中研究山地大猩猩种群18年。1983年她出版著作《迷雾中的大猩猩》（Gorillas in the Mist），讲述了她的研究经历和成果。1985年她在研究营地被杀，至今尚未结案。
佛西和研究黑猩猩的珍·古德、研究红毛猩猩的碧露蒂·高蒂卡絲合稱靈長類女中三傑。

## 生平
佛西于1954年毕业于加利福尼亚州的圣荷西州立大学，专业为职能治疗。她曾在肯塔基州的路易维尔的儿童医院工作多年。1963年，她在东非旅行时与人类学家路易斯·李奇相识，同时首次接触到山地大猩猩。弗西回到美国后，李奇在1966年说服她回非洲在一个基地研究山地大猩猩。还在卢旺达建立了卡里索凯研究中心，并在卢旺达的维龙加山脉开展研究。
1970年，黛安·佛西前往英国剑桥大学学习，1974年获得了动物学博士学位之后，她带着一批学生志愿者返回卢旺达。之后，因其最喜爱的一头大猩猩“蒂吉特”被偷猎者杀害，弗西开始展开一系列反对猎食大猩猩的活动。

## 在卢旺达的环保工作

### 保护栖息地
弗西负责修改一个将公园转为除虫菊农场的欧洲人社区项目。由于她的努力，公园边界从3000米线下降到2500米线。

## 死亡
1985年12月27日，她的尸首在其营地卧室内被发现。她仰卧在两张床之间，离她两米远的墙上有一个大洞，据信是行凶者破墙而入留下的。房间凌乱，到处都是碎玻璃。一把9毫米口径的手枪和子弹留在地板上。谋杀的原因应该不是抢劫，因为佛西的财产仍在櫃子里，包括护照、手枪和几千美元和旅行支票。
她日记的最后一行写道:
When you realize the value of all life, you dwell less on what is past and concentrate more on the preservation of the future.（当你意识到一切生命的价值，你就不会纠结于过去，而会致力于保护未来。）
她被安葬在卡里索凯的大猩猩墓园，在她最喜爱的大猩猩“蒂吉特”的墓旁边。纽约、加州和华盛顿都有举办追悼会。

### 遗产归属
一份遗嘱在黛安·佛西死后出现，遗嘱称要将佛西所有的财产和著作、电影未来的收益捐献给“蒂吉特基金会”，用于反盗猎行动。遗嘱中没有提到家人，也没有佛西的签名。佛西的母亲反对该遗嘱，Swartwood高等法院认定该遗嘱无效，将黛安的财产归为佛西母亲所有，包括出版和电影中产生的490万美元收益。

### 案件侦破
凶手至今未确定。佛西的整个团队都被逮捕，但很快都被释放。佛西死前一个月解雇的追踪者Rwelekana也被逮捕，在狱中自缢身亡。

## 争议
《華盛頓郵報》報導指黛安·佛西曾抓住卢旺达偷猎嫌疑犯，把那些人捆起来用痛打。
《国家地理》杂志和她联系的编辑玛丽·史密斯在她死後接受採訪時表示：「佛西在从美国回卢旺达的时候会带焰火、便宜的玩具和变魔术的工具，用来迷惑当地人, 藉以控制他們。」
《华尔街日报》发表文章，描述黛安·佛西为一个"有争议的人物，一个酗酒的种族主义者，把她的大猩猩看的比当地非洲人还要重要"。

## 外部連結
- 世界环境：戴安·弗西
- Britannica.com （页面存档备份，存于）